# Rådmansgatan, Malmö

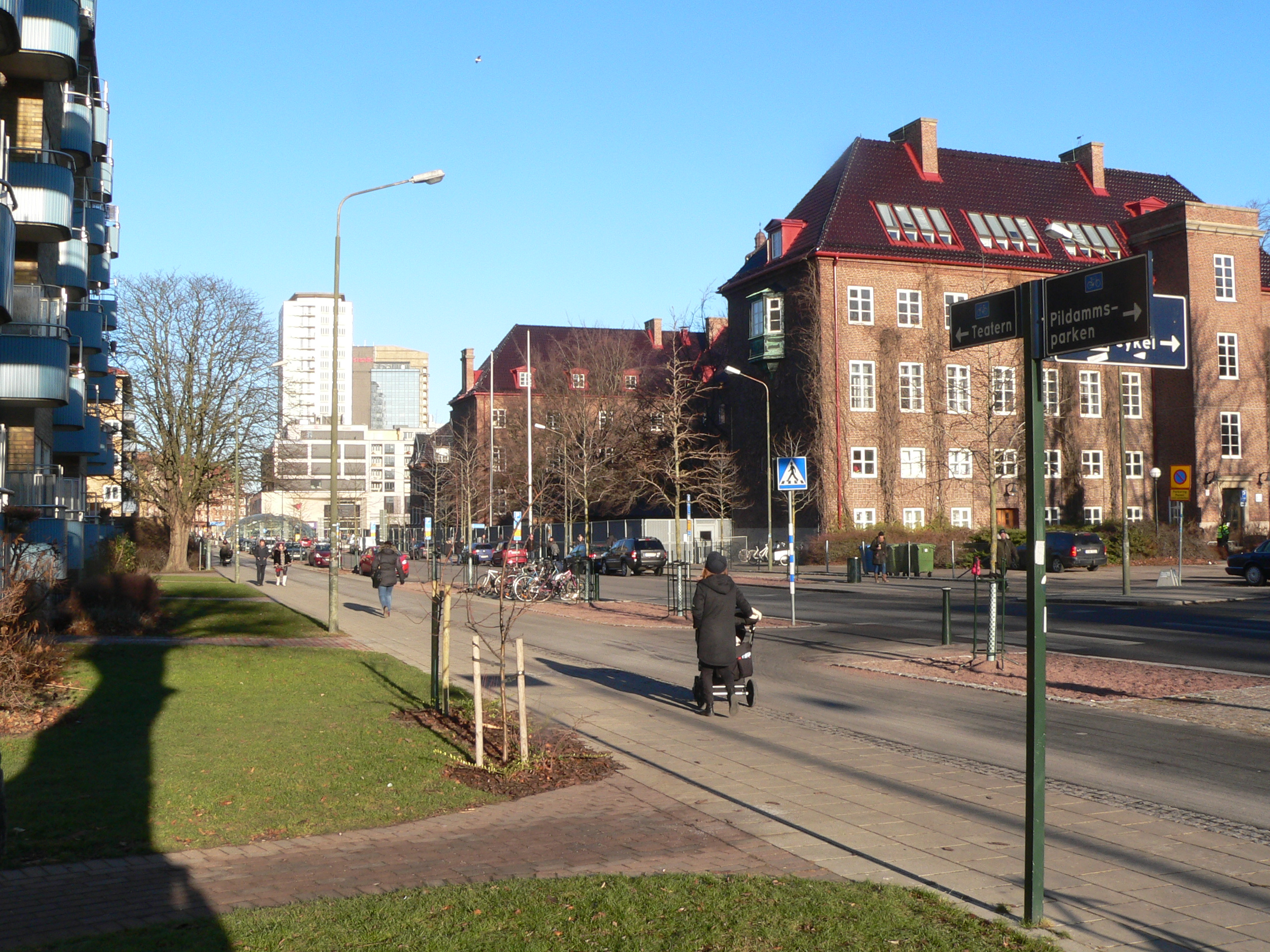
Rådmansgatan mot norr från Smedjegatan. Till höger Pildammsskolan och i bakgrunden höghusen vid "Triangelen".

Rådmansgatan är en gata i delområdet Rådmansvången i stadsområdet Norr i Malmö som sträcker sig från Triangeln till Carl Gustafs väg.
Rådmansgatans ursprungliga namn från 1904 var Pildamsvägen, vilket senare kom att stavas Pildammsvägen. Detta gatunamn flyttades emellertid 1945 till en nyanlagd gata längre västerut, varvid den tidigare Pildammsvägen del norr om Carl Gustafs väg erhöll namnet Rådmansgatan och den södra kom att ingå i Allmänna Sjukhusets område.. Rådmansgatan sträcker sig på baksidan av köpcentret Triangeln samt passerar bland annat en ingång till Triangelns station och före detta Pildammsskolan. Efter att stadsbussarna 2014 flyttats från Södra Förstadsgatan till Rådmansgatan har denna numera en omfattande busstrafik.
Gatunamnet Rådmansgatan fanns även inom Limhamns köping. Inför inkorporeringen ändrades 1914 detta namn till Notariegatan, då namnet Rådmansgatan 1904 fastställts för en planerad gata inom Södra Förstaden som aldrig kom att läggas ut.